# Rajdowy Puchar Polski 2012
Rajdowy Puchar Polski 2012 to czwarta edycja tych zawodów. Rozgrywana była od 17 lutego do 17 listopada.

## Kalendarz
| Runda | Data            | Nazwa rajdu               | Baza rajdu       | Zwycięzca           |
| ----- | --------------- | ------------------------- | ---------------- | ------------------- |
| 1     | 17-19 lutego    | 8. Rajd Lotos Baltic Cup  | Gdańsk           | Damian Tomala       |
| 2     | 20–22 kwietnia  | 40. Rajd Świdnicki KRAUSE | Świdnica         | Mateusz Kubat       |
| 3     | 11-12 maja      | 29. Rajd Mazowiecki       | Kozienice        | Sylwester Płachytka |
| 4     | 1-3 czerwca     | 27. Rajd Karkonoski       | Jelenia Góra     | Tomasz Hupało       |
| 5     | 8–11 sierpnia   | 21. Rajd Rzeszowski       | Rzeszów          | Sławomir Ogryzek    |
| 6     | 14–15 września  | 58. Rajd Wisły            | Jastrzębie-Zdrój | Marcin Scheffler    |
| 7     | 18-20 września  | 22. Rajd Dolnośląski      | Polanica-Zdrój   | Marcin Scheffler    |
| 8     | 16-17 listopada | 38. Rajd Barbórka         | Ustroń           | Mateusz Kubat       |

## Klasyfikacja generalna kierowców RPP[1]
Pierwszych dziesięciu zawodników na koniec sezonu 2012. Punkty przyznawano według klucza:
| Miejsce | 1  | 2  | 3  | 4 | 5 | 6 | 7 | 8 | 9 | 10 |
| Punkty  | 15 | 12 | 10 | 8 | 6 | 5 | 4 | 3 | 2 | 1  |

| Poz. | Kierowca                                | Baltic Cup                              | Świdnicki                               | Mazowiecki                              | Karkonoski                                                                  | Rzeszowski                                                                  | Wisły                                                                       | Dolnośląski                                                                 | Barbórka                                                                    | Suma punktów                                                                |                                                                             |
| ---- | --------------------------------------- | --------------------------------------- | --------------------------------------- | --------------------------------------- | --------------------------------------------------------------------------- | --------------------------------------------------------------------------- | --------------------------------------------------------------------------- | --------------------------------------------------------------------------- | --------------------------------------------------------------------------- | --------------------------------------------------------------------------- | --------------------------------------------------------------------------- |
| 1    | Sylwester Płachytka                     | 2                                       | 2                                       | 1                                       | 3                                                                           | 3                                                                           |                                                                             | 8                                                                           |                                                                             | 62                                                                          |                                                                             |
| 2    | Sławomir Ogryzek                        |                                         |                                         | 5                                       |                                                                             | 1                                                                           | 2                                                                           |                                                                             | 2                                                                           | 45                                                                          |                                                                             |
| 3    | Tomasz Hupało                           |                                         | 7                                       | 10                                      | 1                                                                           | 2                                                                           | 3                                                                           |                                                                             |                                                                             | 42                                                                          |                                                                             |
| 4    | Mateusz Kubat                           |                                         | 1                                       |                                         |                                                                             |                                                                             |                                                                             | 3                                                                           | 1                                                                           | 40                                                                          |                                                                             |
| 5    | Marcin Scheffler                        |                                         |                                         |                                         | 4                                                                           |                                                                             | 1                                                                           | 1                                                                           |                                                                             | 6                                                                           |                                                                             |
| 6    | Jacek Jurecki                           |                                         | 5                                       | 3                                       |                                                                             | 7                                                                           |                                                                             | 2                                                                           |                                                                             | 32                                                                          |                                                                             |
| 7    | Jarosław Szeja                          |                                         |                                         | 4                                       | 2                                                                           |                                                                             | 4                                                                           | 11                                                                          | 22                                                                          | 28                                                                          |                                                                             |
| 8    | Damian Tomala                           | 1                                       |                                         | 2                                       | 13                                                                          |                                                                             |                                                                             | 14                                                                          |                                                                             | 27                                                                          |                                                                             |
| 9    | Tomasz Kasperczyk                       | 8                                       | 18                                      | 12                                      | 6                                                                           | 4                                                                           |                                                                             | 13                                                                          | 3                                                                           | 26                                                                          |                                                                             |
| 10   | Marek Mularczyk                         | 4                                       | 11                                      | 8                                       | 5                                                                           | 8                                                                           | 17                                                                          |                                                                             | 6                                                                           | 25                                                                          |                                                                             |
|      | Klucz punktacji: 15-12-10-8-6-5-4-3-2-1 | Klucz punktacji: 15-12-10-8-6-5-4-3-2-1 | Klucz punktacji: 15-12-10-8-6-5-4-3-2-1 | Klucz punktacji: 15-12-10-8-6-5-4-3-2-1 | Oznaczenia: NU - nie ukończył, DK - dyskwalifikacja, NK - niesklasyfikowany | Oznaczenia: NU - nie ukończył, DK - dyskwalifikacja, NK - niesklasyfikowany | Oznaczenia: NU - nie ukończył, DK - dyskwalifikacja, NK - niesklasyfikowany | Oznaczenia: NU - nie ukończył, DK - dyskwalifikacja, NK - niesklasyfikowany | Oznaczenia: NU - nie ukończył, DK - dyskwalifikacja, NK - niesklasyfikowany | Oznaczenia: NU - nie ukończył, DK - dyskwalifikacja, NK - niesklasyfikowany | Oznaczenia: NU - nie ukończył, DK - dyskwalifikacja, NK - niesklasyfikowany |

## Życiorys
Oficjalna strona RPP